# Everybody's Talkin' (Harry Nilsson)
Everybody's Talkin' è un singolo del cantante statunitense Harry Nilsson, pubblicato nel 1968 come secondo estratto dall'album Aerial Ballet.

## Descrizione
Harry Nilsson scopre il brano Everybody's Talkin' di Fred Neil (che il cantante aveva pubblicato nel proprio album omonimo nel 1966) in un demo, venendo attratto dall'idea di "libertà" espresso nel testo e ne realizza così la propria cover.
Il singolo, arrangiato da George Tipton e prodotto da Rick Jarrard, è stato pubblicato in numerosi paesi dall'etichetta discografica RCA Victor nel solo formato 7" a partire dal 1968. La prima edizione del singolo risalente a quell'anno riporta sul lato B il brano Don't Leave Me, composto dallo stesso Nilsson. L'edizione internazionale del 1969 riporta sul lato B il brano Rainmaker, scritto da Bill Martin e Harry Nilsson. Una differente versione del 1969 riporta una differente b-side, il brano One, composto sempre da Nilsson. Un altro 45 giri sempre del 1969 riporta come lato A il brano I Guess The Lord Must Be In New York City di Nilsson e Everybody's Talkin' come lato B.
Una ristampa pubblicata a partire dal 1973 in 7" in Giappone, e in seguito nel resto del mondo fino al 2000, quand'è stata distribuita in CD, riporta come lato A il brano Without You di Pete Ham e Tom Evans. Una ristampa tedesca del 1977 anno riporta come lato B il brano Jump Into The Fire, composto sempre da Nilsson. Una ristampa francese in CD del 2002, riporta sul lato B il brano Mucho Mungo di John Lennon, il disco è stato pubblicato in occasione dell'uso del brano Everybody's Talkin' quale commento sonoro della réclame dell'automobile Renault Vel Satis. Il brano è stato pubblicato inoltre nel corso degli anni in numerosi EP 7", in vari paesi e con differenti tracce.
Everybody's Talkin' ha vinto un Grammy ed è apparso nelle colonne sonore dei film Un uomo da marciapiede (Midnight Cowboy, 1969, regia di John Schlesinger), Forrest Gump (1994, regia di Robert Zemeckis), Borat (2006, regia di Larry Charles) e Una notte da leoni 3 (The Hangover Part III, 2013, regia di Todd Phillips).

## Tracce
7" 1968
1. Everybody's Talkin' – 2:43 (Fred Neil)
2. Don't Leave Me – 2:19 (Harry Nilsson)

Durata totale: 5:02
7" 1969
1. Everybody's Talkin' – 2:43 (Fred Neil)
2. Rainmaker – 2:33 (Bill Martin, Harry Nilsson)

Durata totale: 5:16
7" 1969
1. Everybody's Talkin' – 2:43 (Fred Neil)
2. One – 2:50 (Harry Nilsson)

Durata totale: 5:33
7" USA 1969
1. I Guess The Lord Must Be In New York City – 2:42 (Harry Nilsson)
2. Everybody's Talkin' – 2:43 (Fred Neil)

Durata totale: 5:25
7", CD Giappone 1973
1. Without You – 3:17 (Pete Ham, Tom Evans)
2. Everybody's Talkin' – 2:43 (Fred Neil)

Durata totale: 6:00
7" Germania 1977
1. Everybody's Talkin' – 2:41 (Fred Neil)
2. Jump Into The Fire – 3:37 (Harry Nilsson)

Durata totale: 6:18
CD Francia 2002
1. Everybody's Talkin' – 2:45 (Fred Neil)
2. Mucho Mungo – 3:44 (John Lennon)

Durata totale: 6:29

## Musicisti
- Harry Nilsson - voce

## Classifiche
| Nazione/Chart          | Peak position |
| ARIA Charts            | #30           |
| Canada RPM Top Singles | #1            |
| UK Singles Chart       | #23           |
| Svezia                 | #9            |
| Billboard Hot 100      | #6            |